# Краса России
«Краса России» — конкурс красоты, проводимый в России с 1995 года. В нём участвуют только победительницы региональных конкурсов красоты и отборочных туров. Мероприятие широко освещается российскими и зарубежными СМИ.
Победительницы конкурса представляли Россию на конкурсе Мисс Мира до 2006 года включительно, на конкурсе Мисс Интернешнл несколько раз, с 2009 года — на конкурсе Мисс Земля, с 2023 года — на конкурсе Мисс Шарм.

## Условия конкурса
Возраст красавиц должен быть от 14 до 25 лет, они не должны быть замужем и иметь детей. Участницы конкурса съезжаются в Москву за 15—20 дней до главного мероприятия, которое традиционно проводится в театрализованном стиле и в определённом тематическом направлении. В течение этих двух-трёх недель девушки живут в одном из подмосковных пансионатов, где проходят усиленную подготовку к финальному шоу. Программа подготовки к конкурсу очень насыщенна и разнообразна, её проводят лучшие хореографы страны. С девушками работают психологи, стилисты, педагоги по фитнесу и аэробике, профессиональные фотографы. По мнению организаторов, на победу может претендовать девушка, соответствующая общепринятым представлениям о женской красоте, обладающая гармоничной фигурой и «положительной энергией», а также патриотизмом, высокими внутренними качествами и интеллектом.
В состав жюри конкурса входят известные деятели политики и культуры, знаменитые спортсмены и журналисты. При обсуждении потенциальных претенденток на титул «Краса России» организаторы и жюри конкурса огромное внимание обращают на то, как участницы проявили себя в период подготовки к конкурсу, на их отношение друг к другу, на наличие таких качеств, как общительность и доброжелательность, интеллект и знание иностранных языков. Важнейшую роль в определении победительницы конкурса «Краса России» играет день так называемого «преджюрения». Члены жюри специально собираются, как правило, за день до финального шоу для того, чтобы побеседовать с каждой из участниц, увидеть их вблизи, оценить внешность, фигуру, уровень общения и затем, при совместном обсуждении, определить предварительный состав претенденток на главный и другие титулы конкурса.
В рамках конкурса также проводят голосования по таким номинациям, как «Мисс талант», «Юная краса России», «Мисс интеллект» и др. Так, в номинации «Мисс Лучшая фигура» победителями являлись такие модели, как Евгения Марченко, Илона Селина, Татьяна Грозина.
Корона победительницы конкурса «Краса России» является переходящим призом и изготовлена ювелирной фирмой «Аскор» из серебра с позолотой, украшена полудрагоценными камнями. Все победительницы в номинациях конкурса также коронуются диадемами.

## Победительницы конкурса
| Год проведения | Победительница                           | Возраст, | Регион                | Примечания |
| -------------- | ---------------------------------------- | -------- | --------------------- | --- |
| 1995           | Елена Базина                             | 17       | Москва                | Жюри конкурса возглавлял Лев Лещенко |
| 1996           | Виктория Цапицына                        | 17       | Волгоград             | Председатель жюри — Вячеслав Зайцев |
| 1997           | Людмила Попова                           | 17       | Екатеринбург          | Председатель жюри — Вячеслав Зайцев |
| 1998           | Татьяна Мокрушина                        | 17       | Киров                 | Председатель жюри — Вячеслав Зайцев |
| 1999           | Елена Ефимова                            | 23       | Кемеровская область   | |
| 2000           | Анна Бодарева                            | 20       | Москва                | |
| 2001           | Ирина Коваленко                          | 17       | Мурманская область    | Тема финального представления — «Очарование Роз». |
| 2002           | Анна Татаринцева                         | 24       | Нижегородская область | Финальное Шоу «Семь чудес света». Ведущие конкурса — Ангелина Вовк и Евгений Меньшов. |
| 2003           | Светлана Горева                          | 21       | Московская область    | Театрализованное Шоу «Царская Невеста». Председатель жюри — Игорь Угольников. |
| 2004           | Татьяна Сидорчук                         | 19       | Пермская область      | Председатель жюри — актёр театра и кино Владимир Машков. |
| 2005           | Юлия Иванова (англ. Yulia Ivanova)       | 21       | Новосибирская область | Председатель жюри — Герой Советского Союза Артур Чилингаров. |
| 2006           | Александра Мазур (англ. Alexandra Mazur) | 19       | Москва                | Девиз Гала-представления: «Олимпиада Красоты». В связи с участием конкурсантки из Чеченской республики 15-летней Замиры Джабраиловой было отменено шоу в купальниках, которые заменили закрытыми пляжными костюмами. Замира получила приз зрительских симпатий и награду в номинации «Юная краса России». |
| 2007           | Наталья Андреева                         | 20       | Москва                | Финальное шоу прошло в Малом зале Государственного Кремлёвского дворца. |
| 2008           | Софья Ларина                             | 20       | Кемеровская область   | Место проведения финала — Центральная набережная Петрозаводска. |
| 2009           | Евгения Лапова                           | 23       | Новосибирская область | Финал был проведён в Кемерово. Ведущие Гала-Представления: Владимир Турчинский и Виктория Боня. Председатель жюри — Михаил Жванецкий. |
| 2010           | Дарья Коновалова                         | 22       | Ярославская область   | Первой вице-мисс стала Татьяна Саяпина из Воронежа, второй — Екатерина Старикова из Новосибирска, третьей — Алёна Кузнецова из Москвы. Представление вели Ольга Шелест и Сергей Мамаев. Возглавлял жюри Александр Иншаков.                                                                                |
| 2011           | Наталья Переверзева                      | 23       | Москва                | Председатель жюри — Татьяна Михалкова. |
| 2012           | Элина Киреева                            | 25       | Башкортостан          | Военно-патриотическое представление «Я жду Тебя», Награды победительницам вручали бойцы ВДВ. Вели шоу Мария Кожевникова и Сергей Мамаев. |
| 2013           | Анастасия Трусова                        | 24       | Владимирская область  | Шесть выходов участниц — в исторических костюмах различных эпох, в национальных одеждах, в коктейльных платьях, в спортивных топиках с шортами, в купальниках, в вечерних нарядах. Победительница вошла в четвёрку победительниц на конкурсе «Мисс Земля-2014» (титул «Мисс огонь»)                       |
| 2014           | Татьяна Баитова                          | 22       | Курганская область    | Первой вице-мисс стала Джаннет Марахурдова из Дербента, второй — Алина Козадаева из Перми, третьей — Виктория Ферберт из Иванова. Ведущими вечера выступили: Народный Артист России Александр Маршал и финалистка конкурса Краса России 2013 года Олеся Бословяк.                                         |
| 2015           | Александра Черепанова                    | 18       | Приморский край       | Победительница представляла Россию на конкурсе «Мисс Земля 2016» (топ-8) |
| 2016           | Лада Акимова                             | 18       | Екатеринбург          | Победительница представляла Россию на конкурсе «Мисс Земля 2017» (4-е место, титул «Мисс огонь-2017») |
| 2017           | Александра Цыренова                      | 24       | Бурятия               | |
| 2018           | Яна Войт                                 | 23       | Москва                | |
| 2019           | Анна Бакшеева                            | 18       | Чита                  | Победительница представляла Россию на конкурсе «Мисс Земля 2019» (топ-10) и «Мисс Шарм 2023» (топ-20) |
| 2020           | Альбина Королёва                         | 18       | Ярославль             | |
| 2021           | Екатерина Вельмакина                     | 19       | Московская область    | Победительница представляла Россию на конкурсе «Мисс Земля 2022» |
| 2022           | Дарья Луконькина                         | 19       | Нижний Новгород       | |

## Представительницы России на международном конкурсе Мисс Земля
| Год  | Страна-хозяйка конкурса | Представительница     | Результат на конкурсе Мисс Земля | Дополнительные награды |
| ---- | ----------------------- | --------------------- | -------------------------------- | ---------------------- |
| 2001 | Филиппины               | Виктория Боня         |                                  |                        |
| 2005 | Филиппины               | Татьяна Ямова         | Топ 16                           |                        |
| 2006 | Филиппины               | Елена Сальникова      |                                  |                        |
| 2008 | Филиппины               | Анна Мезенцева        | Топ 16                           |                        |
| 2009 | Филиппины               | Ксения Подсеваткина   |                                  |                        |
| 2010 | Вьетнам                 | Виктория Щукина       | Мисс Земля — Воздух              |                        |
| 2011 | Филиппины               | Алёна Кузнецова       |                                  |                        |
| 2012 | Филиппины               | Наталья Переверзева   | Топ 8                            |                        |
| 2013 | Филиппины               | Олеся Бословяк        |                                  |                        |
| 2014 | Филиппины               | Анастасия Трусова     | Мисс Земля — Огонь               |                        |
| 2015 | Австрия                 | Мария Чудакова        |                                  |                        |
| 2016 | Филиппины               | Александра Черепанова | Топ 8                            |                        |
| 2017 | Филиппины               | Лада Акимова          | Мисс Земля — Огонь               | Мисс Талант            |
| 2018 | Филиппины               | Дарья Картышова       |                                  | Мисс Талант            |
| 2019 | Филиппины               | Анна Бакшеева         | Топ 10                           |                        |
| 2020 | Онлайн-формат           | Юлиана Дерягина       |                                  |                        |
| 2021 | Онлайн-формат           | Анастасия Альмяшева   | Топ 10                           |                        |
| 2022 | Филиппины               | Екатерина Вельмакина  |                                  | Мисс Талант            |
| 2023 | Вьетнам                 | Дарья Луконькина      | Топ 8 (Вице-Мисс)                |                        |
| 2024 | Филиппины               | Екатерина Романова    | Топ 8 (Вице-Мисс)                |                        |